# Freemat

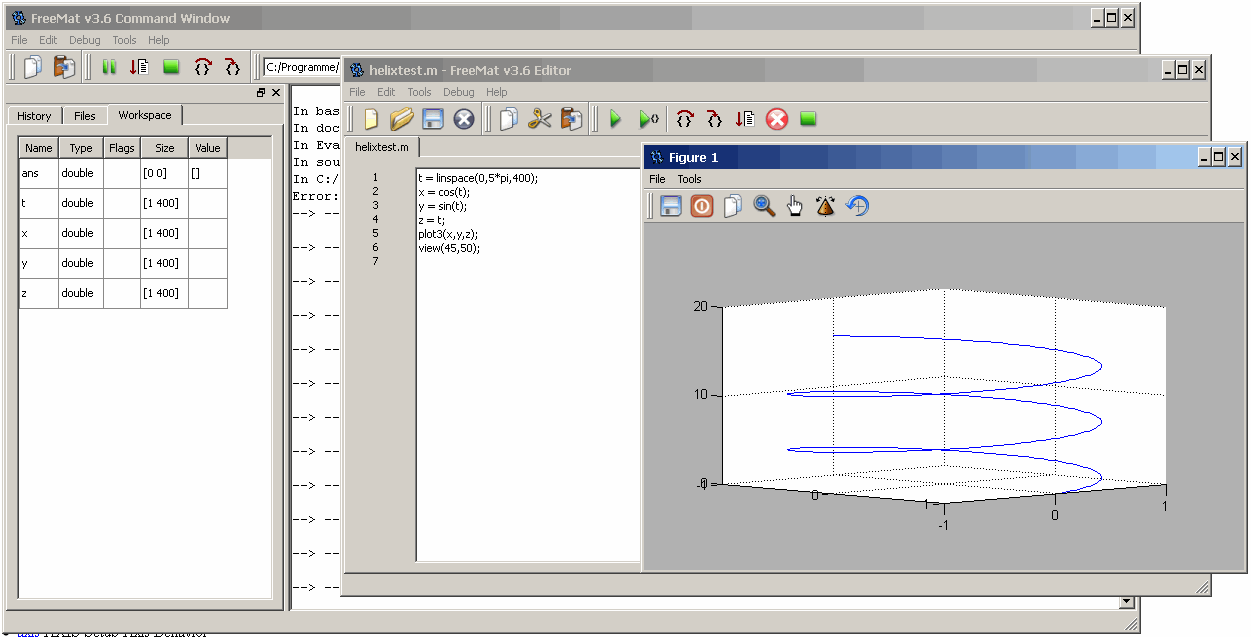
Skärmdump från Freemat

Freemat är ett program och programspråk som bygger på öppen källkod och kan användas för numeriska beräkningar av matematiska problem. Det kan användas som alternativ till exempelvis Matlab och GNU Octave. Det är utvecklat av Samit Basu och släppt under GPL. Det går även att rita grafer.